# Orkan Kyrill
Kyrill (in Skandinavien auch Lill-Per genannt) war ein Orkan, der am 18. und 19. Januar 2007 das öffentliche Leben in weiten Teilen Europas beeinträchtigte und in Böen Windgeschwindigkeiten bis zu 225 km/h erreichte.
Er verursachte Schäden in Höhe von etwa 10 Milliarden US-Dollar, davon 5,5 Milliarden in Deutschland. 47 Menschen starben, über eine Million Menschen waren zeitweilig ohne Strom.
Betriebe, Behörden, Schulen, Universitäten und Kindergärten wurden vorzeitig geschlossen; es gab erhebliche Beeinträchtigungen im Verkehrssektor: Flüge mussten gestrichen, Fährverbindungen eingestellt und Straßen gesperrt werden. Der Bahnverkehr wurde in einigen Teilen Mitteleuropas zeitweise eingestellt, zehntausende Reisende waren betroffen.
Das Tiefdruckgebiet, aus dem sich der Orkan entwickelte, entstand am 15. Januar 2007 über Neufundland und zog danach Richtung Osten.
Am 16. Januar wurden erste Unwettervorwarnungen veröffentlicht; später wurden für viele Teile Mitteleuropas amtliche Unwetterwarnungen veröffentlicht.
Am 18. Januar 2007 erreichte es Mitteleuropa.
Der Deutsche Wetterdienst bezeichnete den Orkan in der Nacht zum 19. Januar als den stärksten seit Lothar im Dezember 1999. Später schrieb er, Kyrill sei zwar ein sehr starker und großräumiger, aber nicht außergewöhnlicher Wintersturm gewesen.

## Namensgebung
Das Institut für Meteorologie der Freien Universität (FU) Berlin vergibt die Namensbezeichnungen der Hoch- und Tiefdruckgebiete über Deutschland.
Der Name des Sturmtiefs, Kyrill (['kɪrɪl], griechischer Vorname), ist auf eine Namenspatenschaft zurückzuführen, die eine Familie ihrem Vater namens Kyrill Genow zum 65. Geburtstag für ein Hochdruckgebiet schenken wollte. Da allerdings in ungeraden Jahren Hochdruckgebiete weibliche Namen bekommen (siehe Namensvergabe für Wetterereignisse), benannte man ein Tiefdruckgebiet nach ihm.

## Verlauf
Am 18. Januar um 7 Uhr zog das Zentrum des kräftigen Sturmtiefs Kyrill mit 966 hPa über Nordirland. Die Spitzenwindböen an der Südwestküste Englands lagen bereits bei 109 bis 120 km/h. In Deutschland zog unterdessen das Tief Jürgen nach Osteuropa ab und der bis dahin stürmisch wehende Wind flaute vorübergehend ab.
Gegen Mittag befand sich Kyrill schon über der südlichen Nordsee, Minimaldrücke unter 960 hPa wurden gemessen. Die Luftdruckunterschiede zwischen Nordfriesland und dem Oberrhein betrugen zu diesem Zeitpunkt 42 hPa. Eine solche Druckdifferenz hat es in Mitteleuropa seit vielen Jahren nicht mehr gegeben. Die Spitzenwindgeschwindigkeiten lagen im Vorfeld der Kaltfront zwischen Großbritannien, Nordfrankreich, Benelux, der Schweiz und weiten Teilen Deutschlands mit Ausnahme des Nordostens verbreitet bei Werten im Flachland von 90 bis 110 km/h. In den Mittelgebirgen, in den Alpen sowie an der Nordseeküste wurden verbreitet Orkanböen zwischen 120 und 150 km/h gemessen. Im Bereich der Kaltfront, die am Mittag von Großbritannien über die Nordsee bis nach Ostfriesland reichte, wurden gebietsweise Orkanböen bis ins Flachland gemessen.
In Mitteleuropa hatte sich verbreitet milde Luft mit bis zu 14 °C durchgesetzt. Die Passage der Kaltfront (Temperaturgegensätze) war dementsprechend turbulent: In ihrem Bereich kam es zu Starkregen, teils zu Gewittern mit Regenmengen bis zu 14,8 l/m² in einer Stunde, wie z. B. in Ostrhauderfehn. Bis zum Nachmittag kam es dann nahezu im ganzen Land zu orkanartigen Böen bis etwa 115 km/h. Die Küsten und Berge wurden von dem starken Orkan mit bis zu 187 km/h, wie auf dem Brocken im Harz, getroffen. Im Laufe des Nachmittages überquerte die Kaltfront den Norden und Westen Deutschlands, wobei gebietsweise auch im Flachland Orkanböen zwischen 120 und mehr als 130 km/h auftraten. In Deutschland, Tschechien, Polen und Schweden kam es im Zusammenhang mit der Kaltfront zudem zu mindestens 11 Tornados und mehreren Dutzend Verdachtsfällen.
Bis um 18 Uhr MEZ wurde der größte Druckgradient zwischen Nord- und Süddeutschland – also zwischen List/Sylt-Ellenbogen (962 hPa) und Waldshut-Tiengen (1013 hPa) – mit 51 hPa registriert, zwischen List/Sylt und Konstanz am Bodensee 46 hPa.
Auch in Polen, Tschechien, Österreich und der Schweiz machte sich der Orkan ab den späten Abendstunden des 18. Januar sowie in der Nacht zum 19. Januar bemerkbar. Im österreichischen Wolfsegg am Hausruck wurde ein neuer Allzeit-Böenrekord an einer Flachland-Messstation erreicht, als mit 148 km/h der bisherige Rekord aus dem Winter 1946 (Wien, 146 km/h) übertroffen wurde. In Zürich wurden Böenspitzen von 132 km/h erreicht – in Luzern 112 km/h. Auf dem Jungfraujoch wurden 150 km/h gemessen; 144 km/h waren es auf dem Säntis. Am Aletschgletscher wurde an der Konkordiahütte in 2850 m Höhe 225 km/h – Kyrills europaweite Spitzenbö – erreicht. Wendelstein (Deutschland) und Feuerkogel (Österreich) erreichten Spitzenwindböen von etwas über 200 km/h.
Von Norddeutschland her setzte sich im Laufe der Nacht fortwährend Wetterberuhigung bis nach Süden durch. Orkantief Kyrill zog in der Nacht durch den weiterhin starken Jetstream rasch nach Osten über die Ostsee hinweg und befand sich mit 961 hPa am 19. Januar um 7 Uhr MEZ bereits über dem Baltikum. Die Prognosekarte des DWD vom 21. Januar 2007 prognostizierte Kyrill für den 22. Januar 2007 um 12 Uhr UTC über dem Weißen Meer.
Die unübliche Zugbahn (deutlich südlicher als typische Wintertiefs) und die große Fläche des markanten Sturmfeldes gelten als besondere Merkmale von Kyrill.

## Vorbereitungen auf den Sturm
Um Unfälle zu vermeiden, wurden in ganz Europa vielfältige Sicherheitsvorkehrungen getroffen. Um auf durch den Sturm verursachte Schäden und Unfälle rasch reagieren zu können, wurden zudem zahlreiche staatliche und infrastrukturelle Einrichtungen und Unternehmen personell verstärkt.
An den Flughäfen London Heathrow und Frankfurt fielen zahlreiche Flüge aus, da auf Grund der Sturmböen die Staffelungsabstände der Flugbewegungen erhöht werden mussten und hierdurch die Kapazitäten der Flughäfen entsprechend sanken.
In Norddeutschland wurden aktuelle Wettermeldungen über Amateurfunkrelais ausgesendet, Funkamateure bereiteten sich auf den Notfunk/Katastrophenfunkbetrieb vor.

### Deutschland

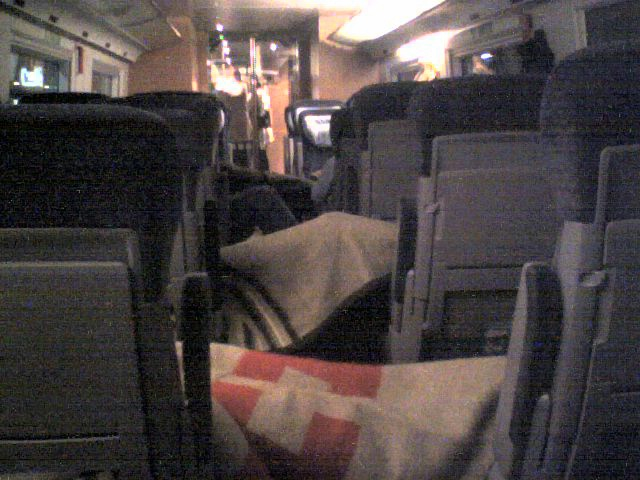
Tausende saßen in den Bahnhöfen fest. Die stehenden Züge wurden zum Schlafen geöffnet

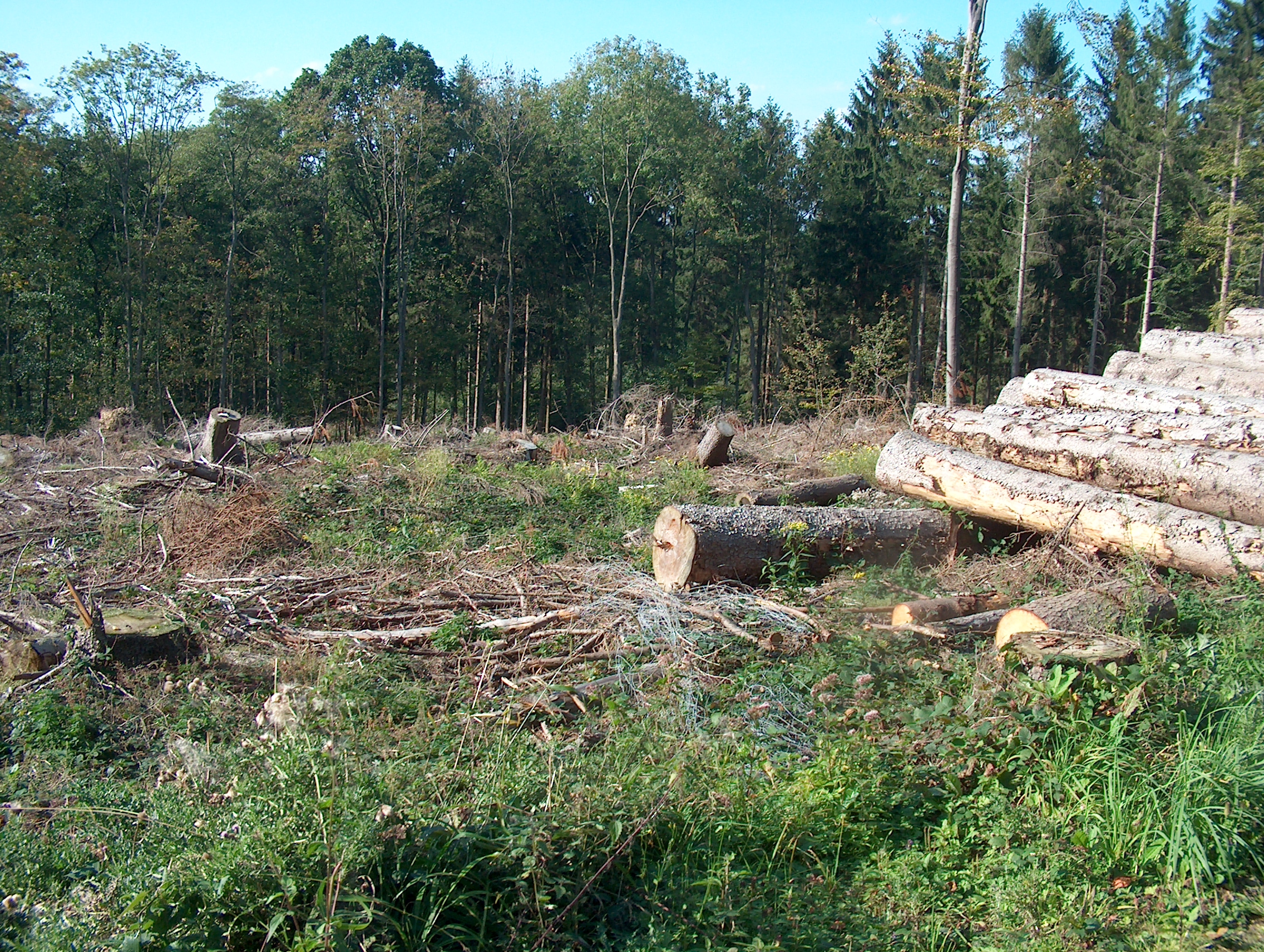
Waldschaden durch Sturm Kyrill in Bürenbruch bei Schwerte-Ergste

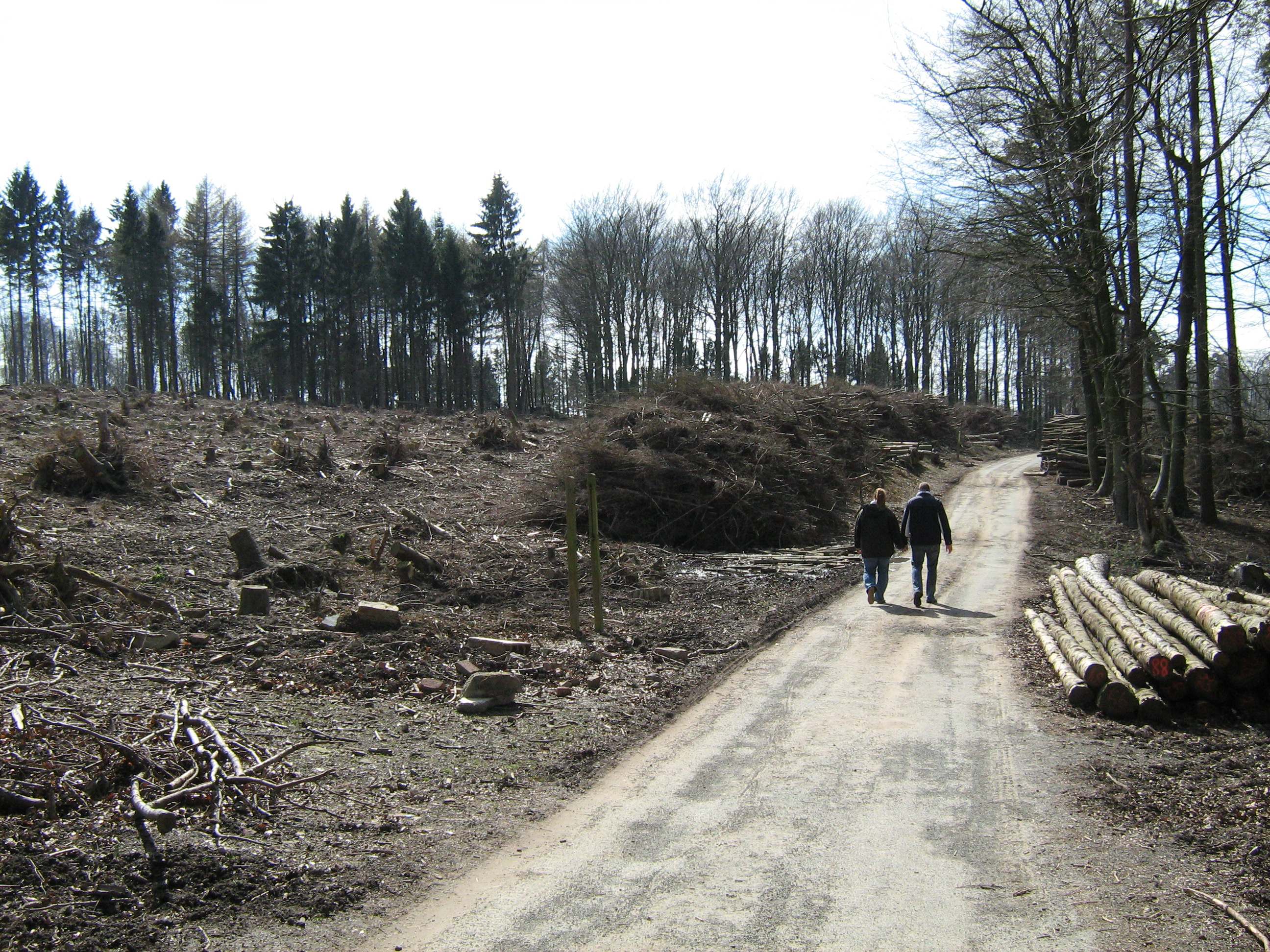
Sturmschaden in der Nähe der Diedrichsburg bei Melle

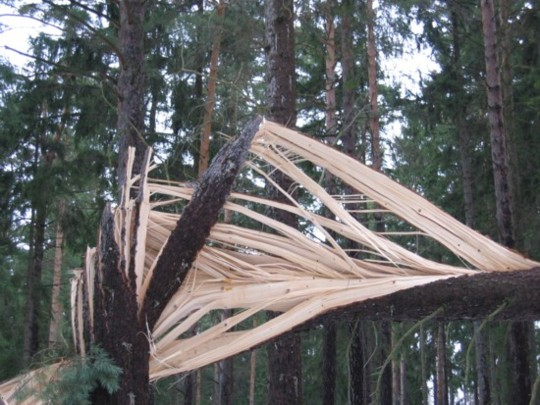
Sturmkraftauswirkung im Detail, Tharandter Wald

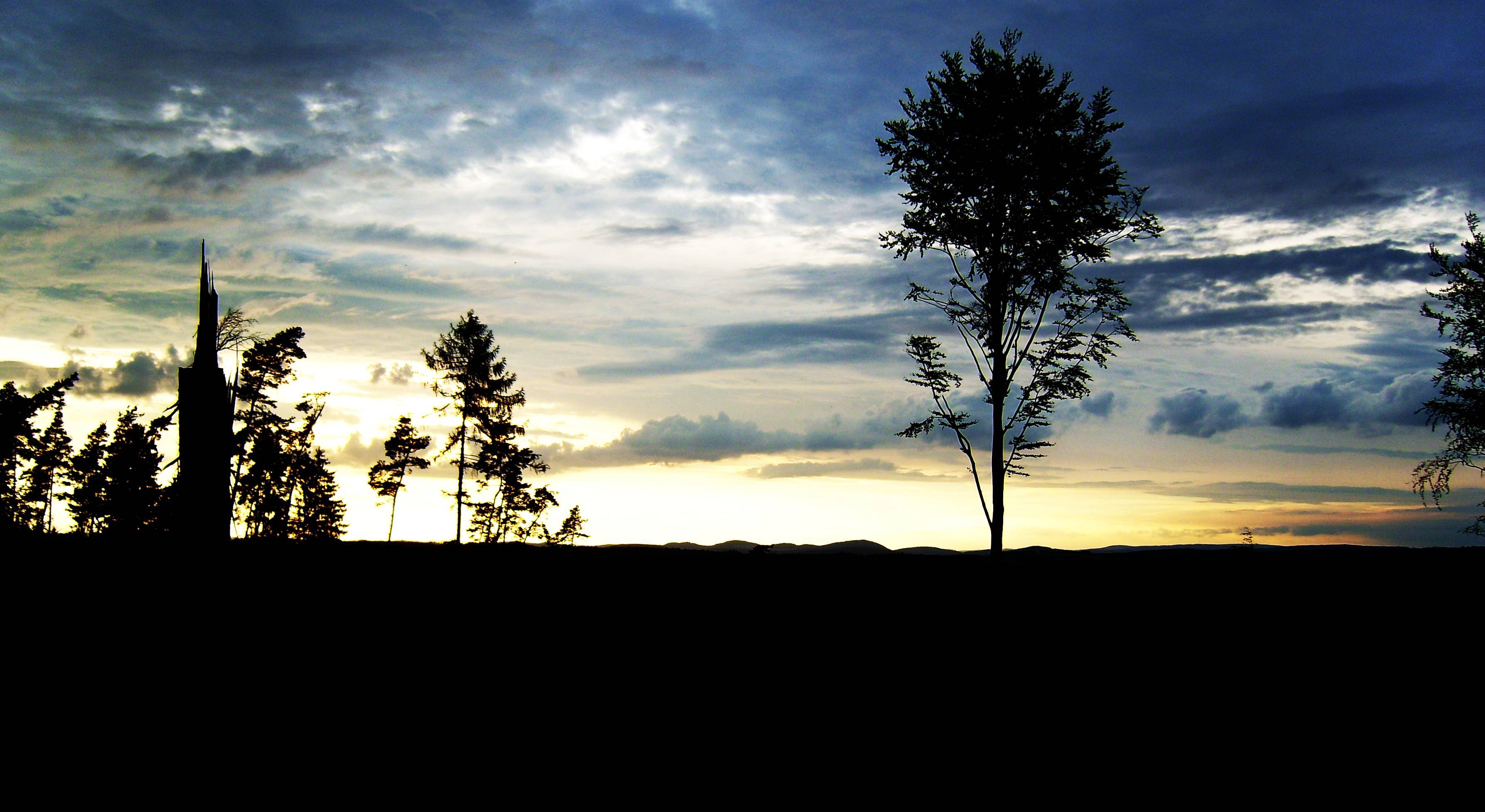
Von Kyrill abgeräumter, zuvor komplett bewaldeter Hang auf den Lahnbergen bei Marburg

Am Mittag des 18. Januar wurde die 1000 Meter lange und 60 Meter hohe Talbrücke Reichenbach der A 71 im Thüringer Wald gesperrt, nachdem ein Lkw mit Anhänger durch eine Sturmbö ins Schleudern kam und der leere Anhänger auf das Brückengeländer kippte. Nachmittags wurde die Kennedy-Brücke in Bonn sicherheitshalber für Fußgänger und Fahrradfahrer gesperrt. Gegen 18 Uhr folgten die Werratalbrücke Hedemünden (A7) und die Werratalbrücke Hörschel der A 4. In Düsseldorf wurden am frühen Abend die Rheinbrücke Düsseldorf-Flehe, die Rheinkniebrücke und die Oberkasseler Brücke gesperrt. Die A 45 („Sauerlandlinie“) wurde zwischen Hagen-Süd und Siegen auf einer Länge von über 75 km gesperrt. Die A45 hat dort viele hohe und damit windanfällige Talbrücken und verläuft quer zur Windrichtung von Kyrill.
Die Deutsche Bahn entschied zunächst, ihre mit bis zu 300 km/h verkehrenden ICE-Züge mit einer niedrigeren Geschwindigkeit fahren zu lassen, was Verspätungen verursachte.
Man befürchtete Sturmschäden an der Bahninfrastruktur, die Fahrzeuge hätten gefährden können.
Um das Bahnpersonal und die Fahrgäste in den Zügen oder in den Bahnhöfen und anderen Bahnanlagen nicht zu gefährden, wurde gegen 21:00 Uhr (bis 6:00 Uhr am darauffolgenden Tag) der Fernverkehr zum ersten Mal in der Geschichte der Deutschen Bahn auf dem gesamten Streckennetz vorsorglich eingestellt. In Bayern und in Teilen Nordrhein-Westfalens wurde auch der Regionalverkehr unterbrochen. In den übrigen Regionen wurde der S-Bahn- und Regionalverkehr größtenteils im Notbetrieb fortgesetzt, soweit dies nicht später durch Sturmschäden unmöglich wurde. Ab dem darauffolgenden Tag setzte die Bahn im Notbetrieb wieder einzelne Züge ein. Auf Grund der Reparaturarbeiten und weil die Umlaufpläne nicht mehr eingehalten werden konnten, war auch am 19. Januar nicht überall der reguläre Betrieb möglich, und im gesamten Bundesgebiet gab es erhebliche Verspätungen.
In vielen Schulen fiel der Unterricht präventiv ganz oder teilweise aus. Den Eltern in Berlin wurde es freigestellt, ihre Kinder wegen des aufziehenden Unwetters zu Hause zu behalten. In Bayern, Mecklenburg-Vorpommern, Hamburg, Bremen und Nordrhein-Westfalen sagten die Kultusministerien landesweit den Nachmittagsunterricht ab, um den Schülern eine sichere Heimfahrt zu ermöglichen. Auch in einigen Landkreisen Niedersachsens fiel der Unterricht aus. Den Schulleitern in Baden-Württemberg, Rheinland-Pfalz, Hessen, Sachsen, Sachsen-Anhalt und Thüringen wurde es freigestellt, den Nachmittagsunterricht an ihren Schulen abzusagen. So fiel auch in diesen Bundesländern an den meisten Schulen der Nachmittagsunterricht aus, um das Risiko für die Schüler zu minimieren, und auch Kindergärten wurden früher geschlossen. Auch an manchen Universitäten und Fachhochschulen wurde der Lehrbetrieb eingestellt.
Wegen des Orkans fiel in einigen Gegenden Deutschlands, unter anderem in weiten Teilen Bayerns, in Südniedersachsen (Landkreis Holzminden, Landkreis Hameln-Pyrmont und Landkreis Hildesheim), in Teilen Hessens (Landkreis Limburg-Weilburg, Lahn-Dill-Kreis und Waldeck-Frankenberg) und im Kreis Siegen-Wittgenstein am darauffolgenden Freitag der Schulunterricht aus. Im übrigen Nordrhein-Westfalen sowie in Sachsen-Anhalt und Thüringen wurde die Entscheidung den Eltern und volljährigen Schülern überlassen.
An der deutschen Nordseeküste wurde eine Sturmflutwarnung ausgegeben. Zwei Mehrzweckschiffe des Bundes nahmen vorsorglich Positionen auf hoher See ein, um für Notschleppeinsätze zur Verfügung zu stehen.
Entgegen zeitweiligen Erwartungen gab es keine Sturmflut an der Nordseeküste und auch keine hohe Belastung oder Gefährdung der ostfriesischen Deiche an Nordsee und Ems. Der Sturm zog schneller über die Deutsche Bucht hinweg als zunächst angenommen und der nachlassende Wind ließ das Wasser bereits wieder ablaufen, bevor der Gezeitenhub voll einsetzte. In Emden erreichte der Wasserstand zwei Meter über dem mittleren Hochwasserstand und in Bremen waren es 1,36 Meter. Die Hochwasserwerte waren damit rund zwei Meter niedriger als befürchtet.

### Österreich
In Österreich ging man davon aus, dass vor allem Vorarlberg und die Alpennordseite von den bis zu 141 km/h schnellen Winden betroffen sein würden. Vorarlberg und Tirol gaben für Donnerstag und Freitag Sturmwarnungen heraus. In Vorarlberg, Niederösterreich und Wien wurden Krisenstäbe eingerichtet, um Einsatzkräfte im Ernstfall effizient koordinieren zu können. In Wien standen 500 Feuerwehrleute für den Sturmeinsatz bereit; eine Verstärkung um weitere 500 war für den Fall schwerer Schäden geplant. Im gesamten Bundesgebiet wurde das Fernbleiben der Schüler von der Schule wegen des Unwetters entschuldigt. Der Stromversorger Energie AG Oberösterreich stellte 400 bis 500 Mitarbeiter zum Bereitschaftsdienst bei Stromausfällen bereit.
Die Österreichischen Bundesbahnen verhängten schon im Vorhinein Geschwindigkeitsbegrenzungen von 100 km/h. Für einige Strecken, wie der Mariazellerbahn, wurde angekündigt, ab dem Morgen des 19. Januar den Bahnverkehr einzustellen. Am Abend des 18. Januar kündigte die Unterrichtsministerin Claudia Schmied an, dass der Unterricht überall abgehalten werden solle, die Teilnahme jedoch freigestellt sei. Die Höchstgeschwindigkeit wurde schließlich am Feuerkogel mit 207 km/h gemessen.

### Schweiz
Die Schweizer Kantonspolizisten hatten große Schäden im Osten befürchtet. 

## Auswirkungen und Schäden
47 Menschen starben durch den Orkan.
Eine Gesamtschadenssumme des Orkans stand im März 2008 noch nicht fest. Der gesamt-volkswirtschaftliche Schaden wird von der Münchener Rückversicherungs-Gesellschaft auf zehn Milliarden US-Dollar geschätzt.
- Die Versicherungsschäden wurden ursprünglich auf etwa vier bis acht Milliarden Euro (AIR Worldwide)[21] bzw. fünf bis sieben Milliarden Euro (Münchener Rückversicherungs-Gesellschaft)[22] geschätzt, und dürfte nach neueren Rechnungen 5,8 Mrd. USD betragen.[5]
- Die forstwirtschaftlichen Schäden (die nicht versicherbar sind) wurden mit 58,8 Millionen Erntefestmeter Sturmholz beziffert.[23]

### Belgien
In Belgien kamen zwei Menschen durch den Orkan um.

### Deutschland

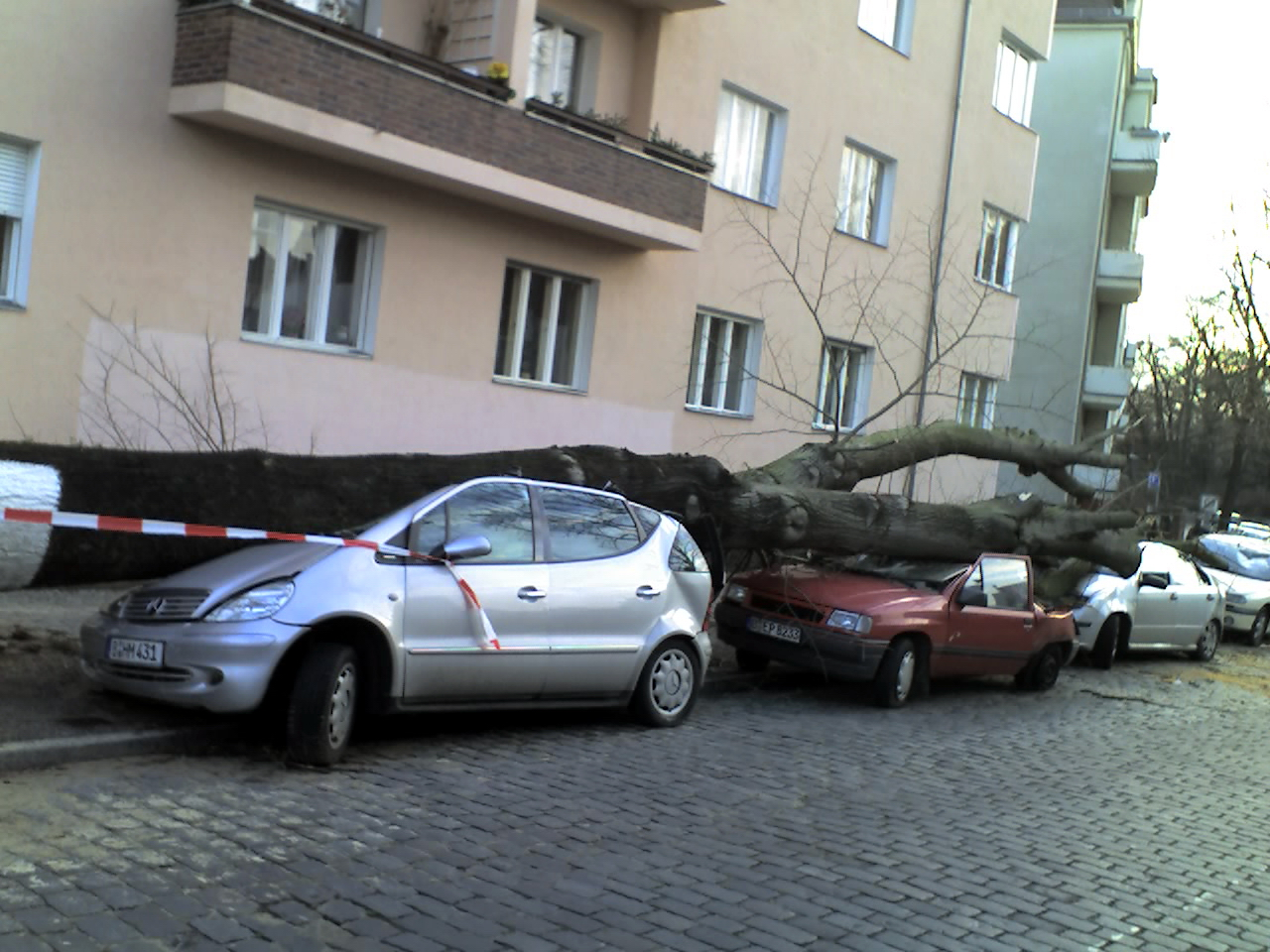
Zerstörte Autos in Berlin-Lichterfelde

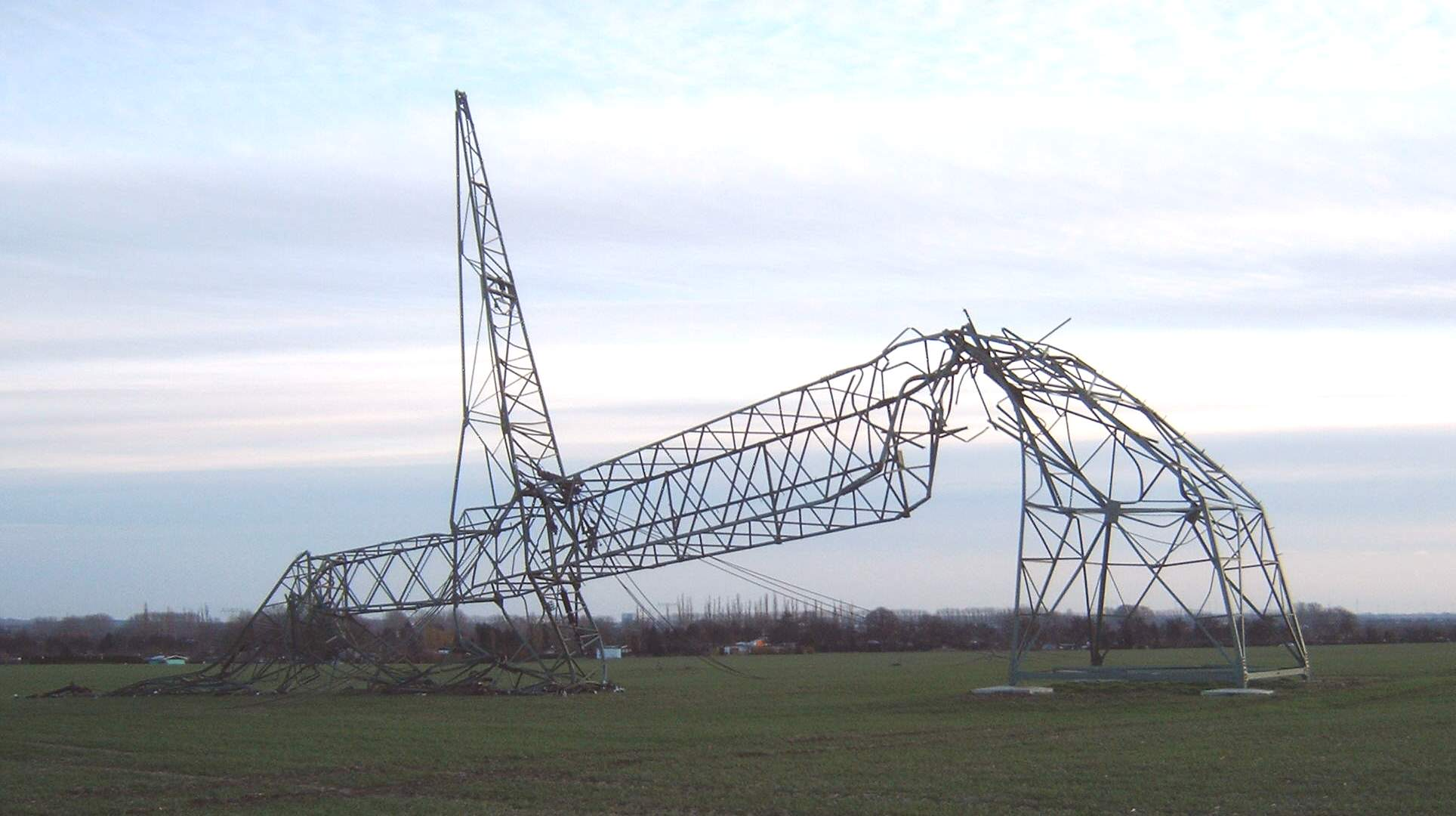
Umgeknickter Freileitungsmast bei Magdeburg-Ottersleben

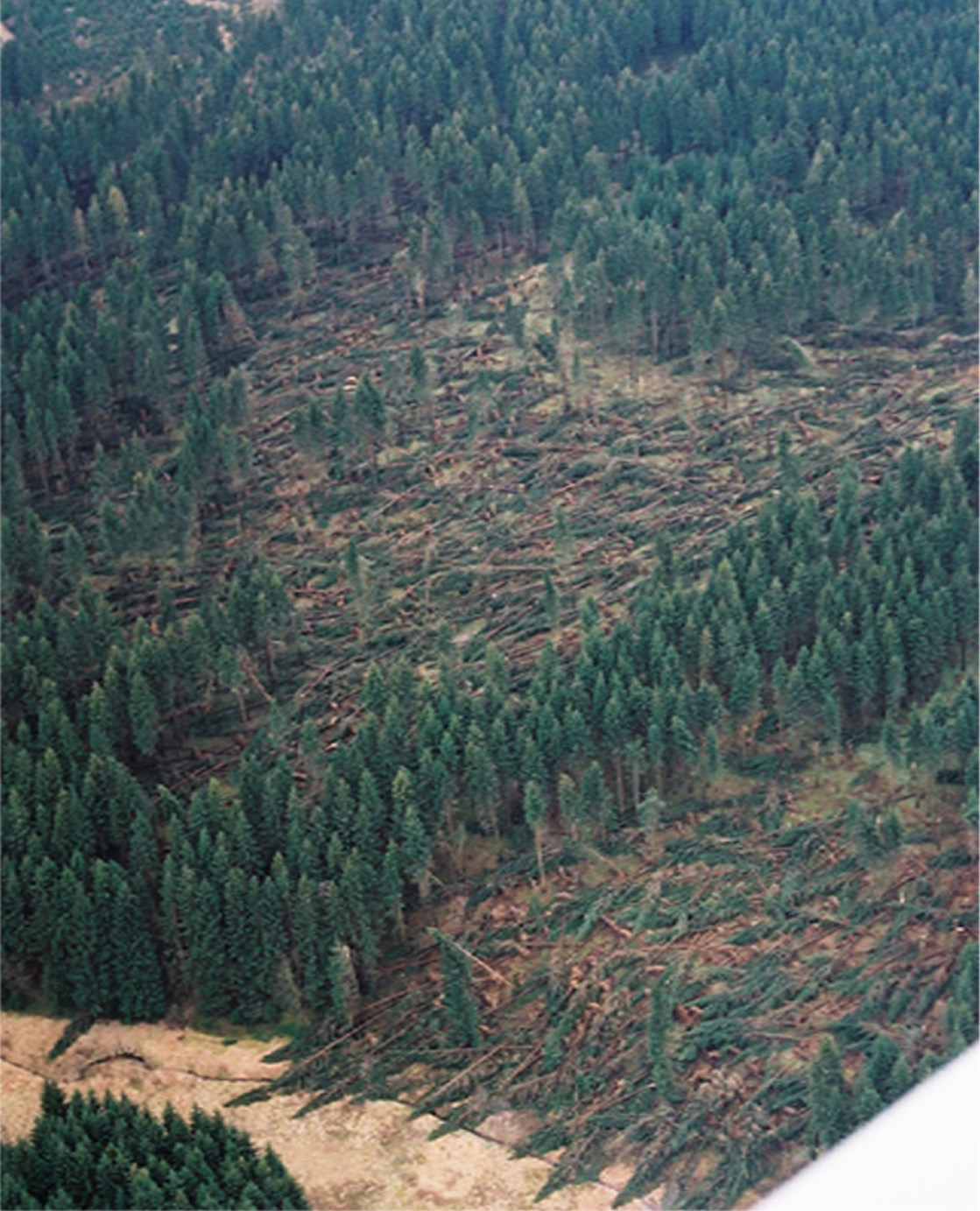
Zerstörter Wald im Kreis Siegen-Wittgenstein

In Deutschland sind infolge des Orkans 13 Menschen zu Tode gekommen:
In Nordrhein-Westfalen allein starben bei den Aufräumungsarbeiten in den betroffenen Wäldern bis Mitte Januar 2008 weitere sechs Menschen, mehr als 700 Unfälle mit Verletzten wurden gezählt.
Der Gesamtverband der Deutschen Versicherungswirtschaft (GDV) schätzte den entstandenen versicherten Schaden zunächst auf mindestens eine Milliarde Euro. Die Schätzung wurde später, nach Meldung der Schadendaten durch die Mitgliedsunternehmen, auf zwei Milliarden Euro korrigiert. Letztendlich kam die deutsche Versicherungswirtschaft auf Schadenszahlungen von 2,4 Mrd. € für über 2,3 Millionen Schadenmeldungen.
Aon Benfield geht in seinem Bericht „Winterstürme in Europa – Historie von 1703 bis 2012“ von einem versicherten Schaden in Deutschland von 2,8 Milliarden Euro aus.
Auf der Bahnstrecke Elmshorn–Westerland verunglückte ein InterCity der Deutschen Bahn, als er gegen einen vom Sturm umgestürzten Baum fuhr. Es entstand nur Sachschaden.
Nachdem am Nachmittag die Deutsche Bahn den Fernverkehr eingeschränkt hatte, wurde am Abend des 18. Januar 2007 erstmals in der Geschichte der Bahn aufgrund eines Unwetters der komplette Fernverkehr eingestellt und der Regionalverkehr erheblich eingeschränkt. Die Züge setzten ihre Fahrt nur bis in den nächsten geeigneten Bahnhof fort, wo für die Reisenden Notunterkünfte, Decken und Tee bereitgestellt wurden. Der Regionalverkehr in Bayern wurde vollständig unterbrochen, ebenso wie in Teilen Nordrhein-Westfalens. Der S-Bahn-Verkehr wurde so lange wie möglich aufrechterhalten. Am neuen Berliner Hauptbahnhof riss ein fast zwei Tonnen schwerer Stahlträger ab und stürzte in die Tiefe. Der Bahnhof wurde vorsorglich evakuiert, der Bahnverkehr wurde erst im Laufe des 19. Januar wieder aufgenommen.
In Teilen des Bundesgebietes fiel der Strom aus, weil Hochspannungsleitungen der Kraft des Orkans nicht standhielten oder umstürzende Bäume Leitungen beschädigten, etwa in Nordrhein-Westfalen, dem Westerwaldkreis, in großen Teilen Thüringens und Hessens. In Brandenburg, Sachsen und Sachsen-Anhalt waren zeitweise über 150.000 Haushalte ohne Strom. In Teilen von Bayern kam es ebenfalls zu Stromausfällen, die bis zu zwölf Stunden dauerten. Im Thüringer Wald und im Altmarkkreis Salzwedel waren einige Orte sogar 36 Stunden lang, im Süden Brandenburgs bis zu 2 Tage lang vom Stromnetz abgeschnitten. Im Oberbergischen Kreis wurden auch am Sonntag, dem 21. Januar 2007 noch einige Hofschaften vom THW mit Strom versorgt, da das öffentliche Netz noch nicht wiederhergestellt war.
Das Kölner Römisch-Germanische Museum wurde beschädigt, als herumfliegende Holzabdeckungen drei große Fenster durchbrachen und auf das römische Dionysos-Mosaik fielen.
In Wittenberg bildete sich ein Tornado, der sich von Westen kommend parallel der Elbe bewegte: Im Stadtteil Wittenberg-West wurden über 20 Mehrfamilienhäuser sowie mehrere PKW stark beschädigt. In der Schlosskirche wurden mehrere der historischen Wappenfenster von herumfliegenden Gegenständen zerstört. Einige der Sandsteinzinnen des Schlossturmes fielen herunter und durchschlugen das Dach der zum UNESCO-Weltkulturerbe gehörenden Kirche. Die Schlosskirche war daraufhin über eine Woche gesperrt. In den südlichen Wallanlagen wurde eine Vielzahl alter Bäume in einer Höhe von fünf Metern abgeschert.
Erhebliche Schäden richtete der Orkan auf der Bundesstraße 54 zwischen Schalksmühle und Brügge (Lüdenscheid) an. Dort war durch entwurzelte Bäume ein Steilhang ins Rutschen gekommen und hatte die Straße verschüttet. Dieser Erdrutsch begrub drei Fahrzeuge unter sich. Allerdings wurde niemand dabei verletzt, da sich die Insassen in Sicherheit bringen konnten. Die Aufräumarbeiten dauerten bis zum 1. März 2007 an, da alpine Spezialmaschinen aus der Schweiz angefordert werden mussten.
Die längste Sperrung eines Verkehrsweges aufgrund von Kyrill betraf den Pass Schwarzbachwacht im Zuge der Bundesstraße 305. Zur Aufarbeitung großer Windwürfe in schwierigem Gelände und Errichtung eines aufgrund der erhöhten Steinschlaggefahr notwendigen Steinschlagzaunes war die Straße für fast ein halbes Jahr gesperrt.
Im Kreis Siegen-Wittgenstein verkündete Landrat Paul Breuer den Katastrophenfall. Auf dem Kindelsberg (618 m ü. NN) bei Kreuztal wurden Windgeschwindigkeiten bis 205 km/h gemessen.
Katastrophale Folgen hatte der Orkan für die Waldbestände. In den deutschen Wäldern fielen rund 37 Millionen Festmeter Holz dem Sturm zum Opfer. Im Thüringer Wald rechnet man mit etwa 500.000 Festmetern, also etwa 215.000 Tonnen Sturmholz. Zum Schluss hinterließ Kyrill in Thüringen 6300 ha Kahlflächen, 4700 ha gelichteten Wald und verstreute Baumwürfe auf 200.000 ha. Gründe für den dortigen Schaden waren zum einen der durch die starken Niederschläge der letzten Wochen aufgeweichte Waldboden, zum anderen die Tatsache, dass viele der Baumbestände bereits durch jahrzehntelange Luftverschmutzung geschädigt waren und zum dritten, dass es sich bei den betroffenen Beständen um Fichtenbestände handelte.
Die größten Schäden entstanden in den Wäldern von Nordrhein-Westfalen (vor allem in Wittgenstein, im Sieger- und Sauerland), wo mit 12 Millionen Kubikmetern oder 25 Millionen Bäumen etwa die Hälfte des deutschen, sowie ein Drittel des europäischen (30 Mio. Kubikmeter) Verlustes auftraten. Im Februar wurden von den Forstämtern in den Hauptschadensgebieten in Südwestfalen zahlreiche Nass- und Trockenlagerplätze mit einem Fassungsvermögen von jeweils bis zu 50.000 Festmetern eingerichtet, um das Sturmholz über Jahre zu lagern. Im Landkreis Waldeck-Frankenberg wurden etwa 1 Million Festmeter Holz umgeworfen. 50.000 Festmeter davon wurden auf einem Nasslagerplatz bei Mehlen gelagert.
Südwestfalen sei mit der Beseitigung der Sturmschäden hoffnungslos überfordert, sagte der Vorsitzende des Sauerland-Tourismus am 5. März 2007. Es sei aussichtslos, das gesamte Sturmholz abzutransportieren. Die insgesamt 15 Millionen Festmeter entsprächen rund 450.000 Lkw-Ladungen.

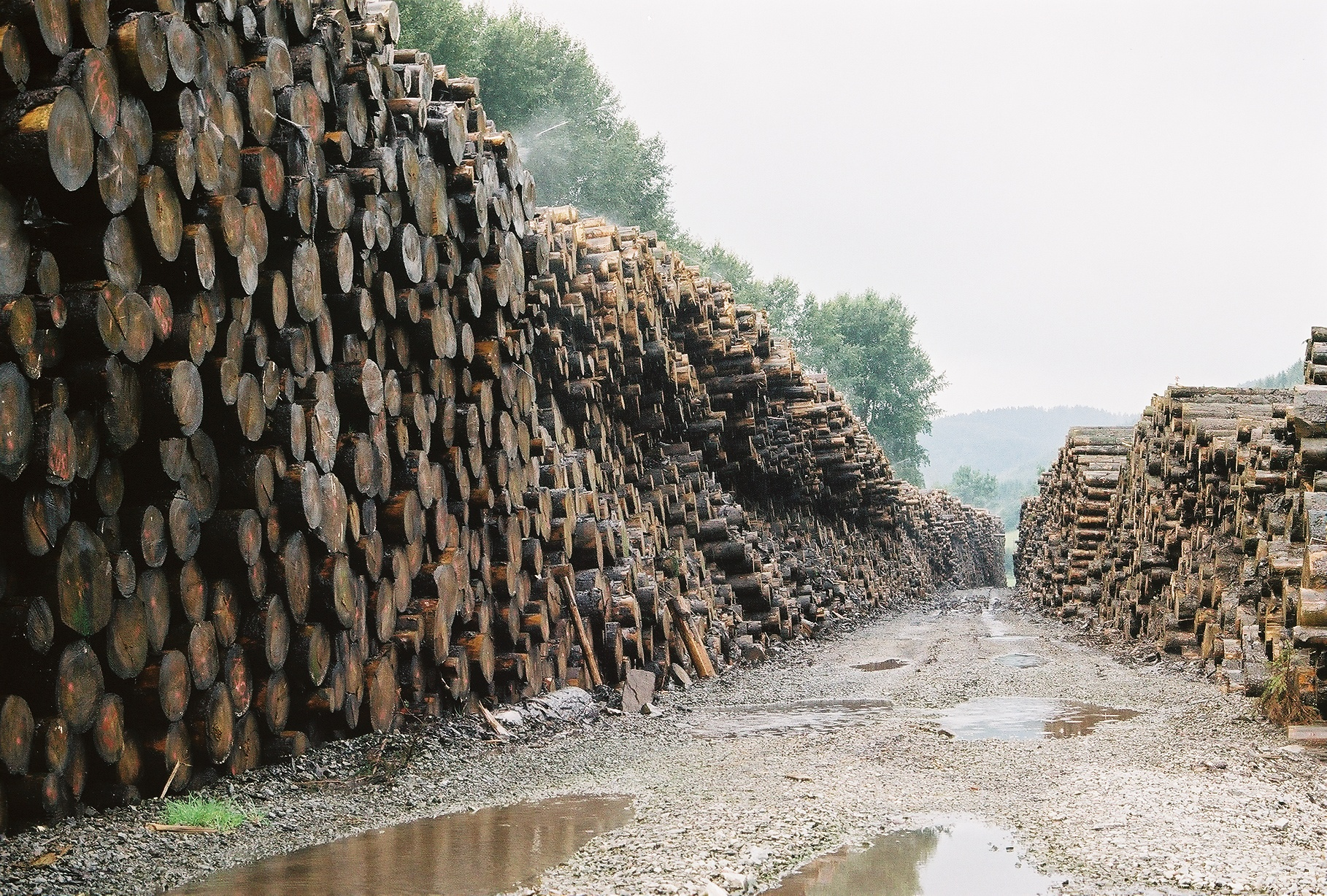
Nassholzlager bei Bad Laasphe im Kreis Siegen-Wittgenstein

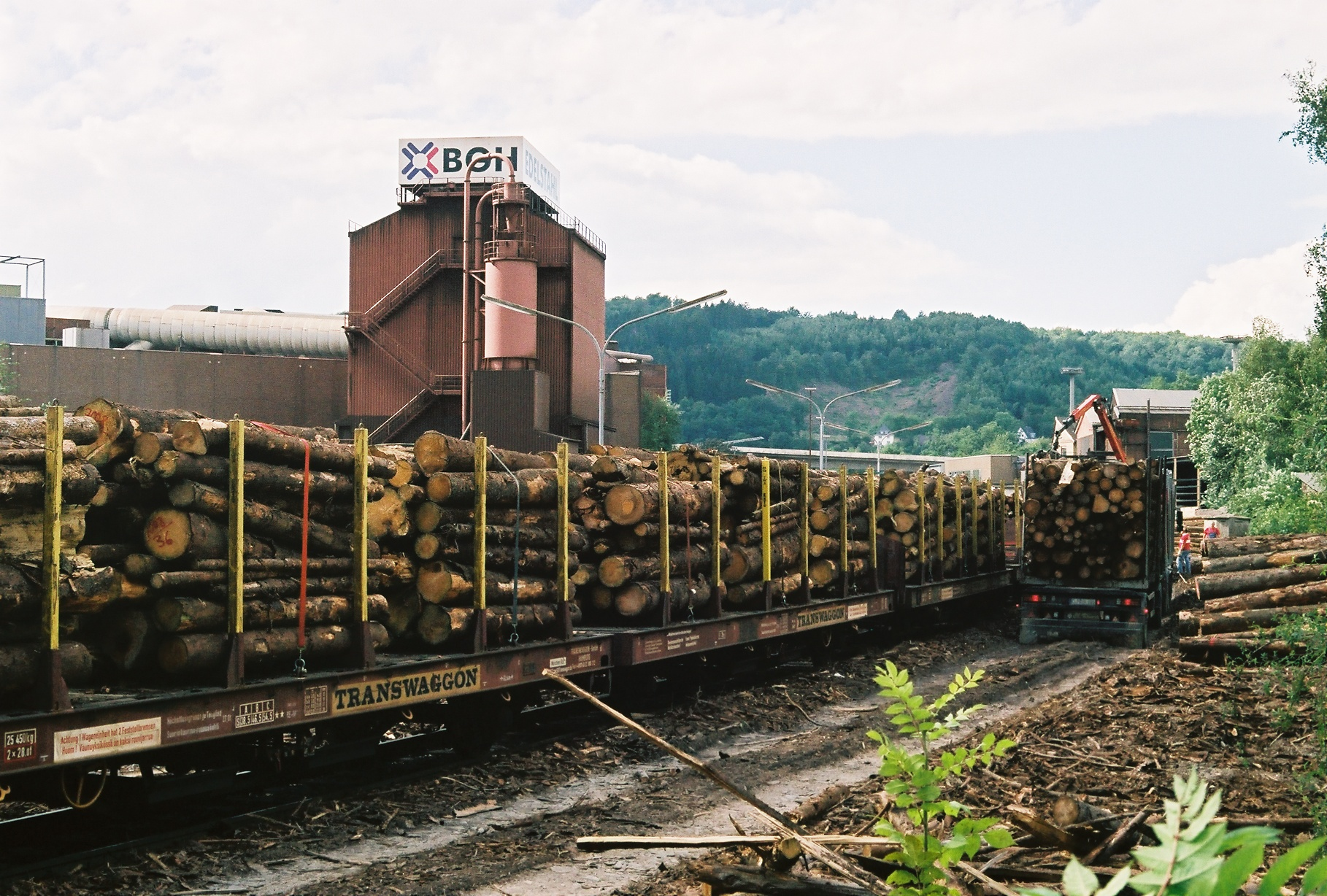
Holzverladung in Siegen

Kyrill zerstörte zehn Prozent des Waldbestandes des Regionalverbandes Ruhr. 150.000 Festmeter Bruchholz sind durch den Sturm angefallen. Das ist eine größere Menge Holz, als sonst im Durchschnitt in einem Jahr geschlagen wird. Besonders betroffen waren die Üfter Mark im Kreis Wesel, die Hohe Mark und die Haard im Kreis Recklinghausen; ebenfalls stark betroffen waren die so genannten Forstbezirke Süd in Hagen und dem Ennepe-Ruhr-Kreis.
Der nordrheinwestfälische Ministerpräsident Jürgen Rüttgers stellte am 27. März 2007 auf einer Regionalkonferenz in Siegen ein Hilfspaket über insgesamt 300 Millionen Euro zur Beseitigung der Orkanschäden in Südwestfalen vor. Davon werden 100 Millionen Euro für Wiederaufforstung und Wege-Instandsetzung bereitgestellt.
Angesichts der Milliardenschäden durch den Orkan Kyrill forderte die Bundesregierung EU-Hilfen für die betroffenen Regionen. Bundesfinanzminister Peer Steinbrück (SPD) beziffert den Gesamtschaden in Deutschland auf 4,3 Milliarden Euro. 70 Prozent dieser Schäden seien im Sauerland und im Kreis Siegen-Wittgenstein angefallen. In dieser Region seien fast elf Millionen Festmeter Holz gefallen.
Am 13. April 2007 teilte das Bundesamt für Bevölkerungsschutz und Katastrophenhilfe mit, dass sich durch die nicht vollständig entfernten Schäden in den Wäldern und den ungewöhnlich trockenen April die Waldbrandgefahr erheblich erhöht habe. Zum einen würden im Falle eines Brandes Rettungskräfte durch das stellenweise meterhoch liegende Holz behindert werden, zum anderen stelle das ausgetrocknete Holz Brandmaterial dar.
Der Leiter des Forstamtes Hilchenbach teilte Ende April dem Kreisausschuss im Kreis Siegen-Wittgenstein mit, dass im Bereich des Amtes von rund 1,6 Millionen gefallenen Festmetern Holz rund 20 % aufgearbeitet seien. Vor dem Orkan erzielten sie pro Festmeter brutto nach Abzug der Kosten rund 55 Euro, nach dem Orkan und mit dem Überangebot nur noch 32 Euro.
Zur Bewältigung der entstandenen Schäden erhielt Deutschland 166,9 Millionen Euro aus dem EU-Solidaritätsfonds.

### Frankreich
In Nordfrankreich starben zwei Autofahrer bei Unfällen, die durch den Orkan verursacht wurden. Der Verkehr des Eurostar von Paris durch den Kanaltunnel nach London musste eingestellt werden.

### Vereinigtes Königreich und Irland

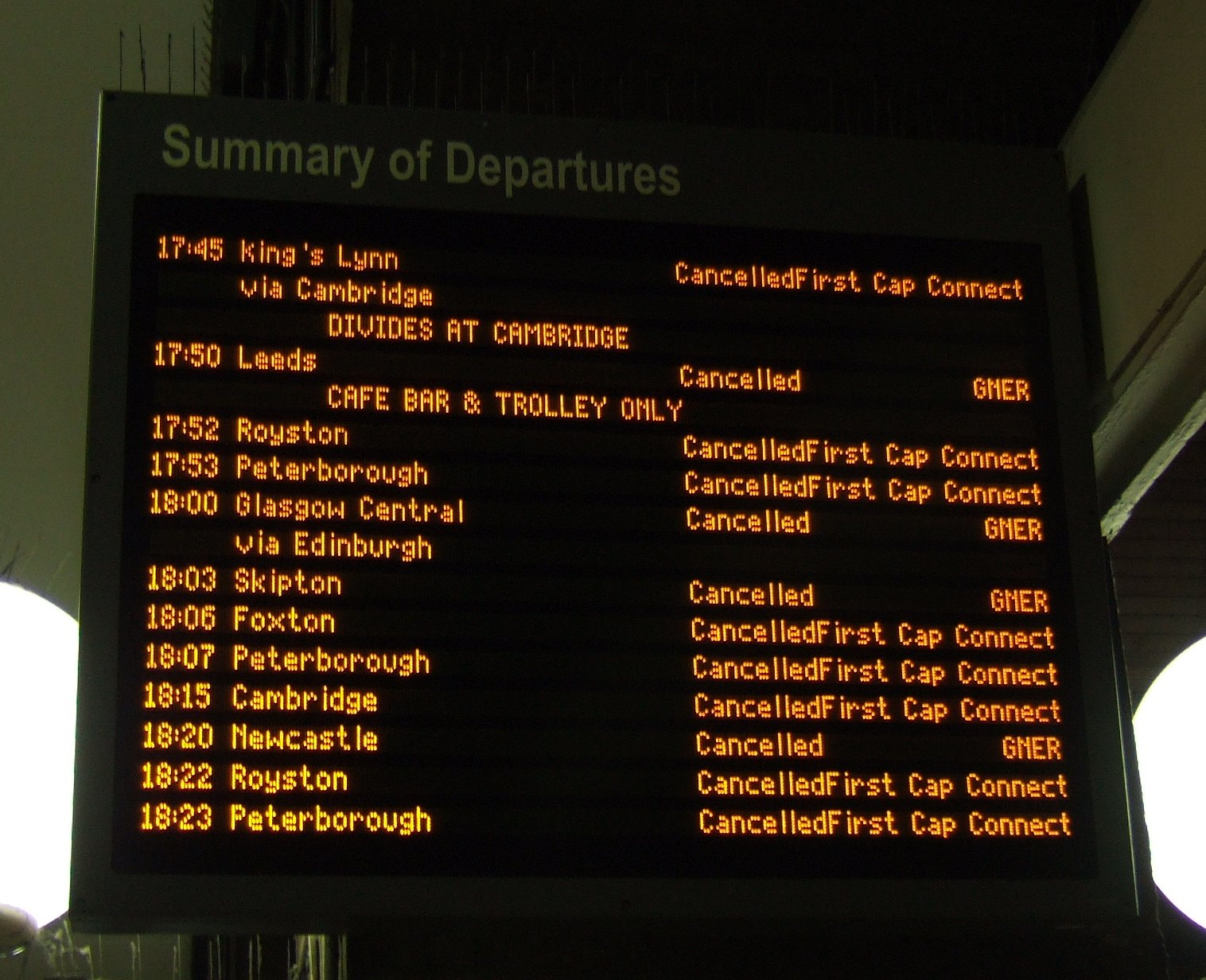
Anzeigetafel auf dem Bahnhof King’s Cross am 18. Januar 2007

In Großbritannien kamen durch den Orkan 14 Menschen ums Leben.
Bei den Londoner Flughäfen wurden 192 Flüge gestrichen, aber auch Manchester und einige andere Flughäfen waren betroffen. In weiten Teilen Großbritanniens fiel der Strom aus, weil umstürzende Bäume und herumfliegende Trümmer die Leitungen beschädigten. Betroffen waren hier vor allem die Grafschaften Surrey, Yorkshire, Lincolnshire und Lancashire, sowie große Teile von Wales. Auch von Schließungen betroffen waren der Eisenbahnverkehr und verschiedene Abschnitte der Autobahnen M1 und M25 (hier war die Themse-Brücke Dartford Crossing gesperrt).

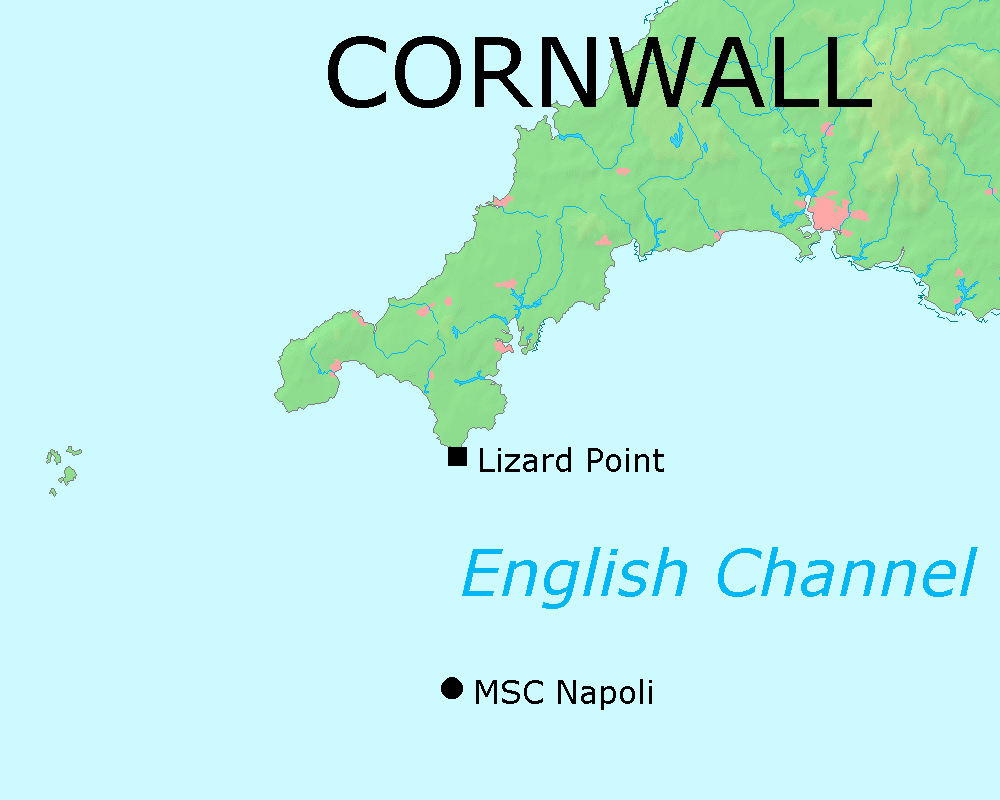
Lage des in Seenot geratenen Containerschiffes MSC Napoli zum Zeitpunkt der Mayday-Meldung

Im Ärmelkanal geriet das Containerschiff MSC Napoli in Seenot und wurde von der Besatzung aufgegeben.
Der Fährverkehr zwischen Dover und Calais wurde zeitweise eingestellt, und auch auf den anderen Fährverbindungen im Ärmelkanal kam es zu Behinderungen.
Ebenso kam der Fährverkehr zwischen dem englischen Fishguard und dem irischen Rosslare Harbour zum Erliegen. In Dublin musste der Hafen vollständig geschlossen werden. In der Irischen See sanken zwei Fischerboote. Dabei kamen sieben Fischer um. Ein drittes Boot sank ebenfalls, als es sich um die Rettung der Seeleute bemühte; dessen Besatzung konnte allerdings gerettet werden.
In Nordirland erreichte der Sturm eine Geschwindigkeit bis zu 152 Kilometern pro Stunde. Auch hier verursachte der Sturm Stromausfälle und umstürzende Bäume.
Die britische Versicherungswirtschaft ging nach ersten Schätzungen von einem Schaden von etwa einer Milliarde Pfund aus.

### Luxemburg
In Luxemburg waren nur Windbruch und überschwemmte Keller gemeldet worden.

### Niederlande

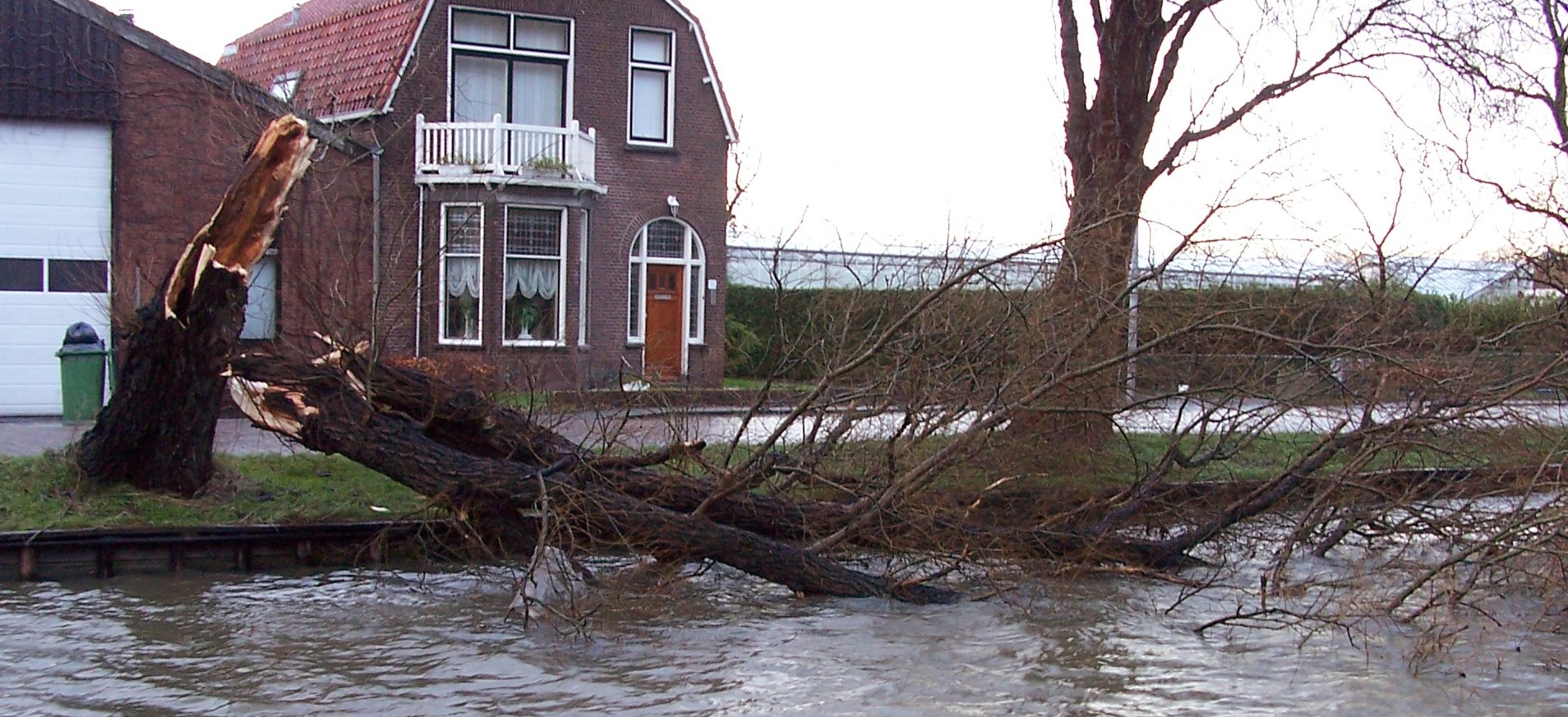
Sturmschaden in Delft (Niederlande)

In den Niederlanden forderte der Sturm sieben Todesopfer.
Das nationale Krisenzentrum hatte am Donnerstag eine landesweite Unwetterwarnung herausgegeben und die Bevölkerung aufgefordert, nach Möglichkeit nicht ins Freie zu gehen. Auf dem Universitätsgelände der Universität von Utrecht stürzte ein Kran auf ein Gebäude. In Den Haag gingen aufgrund der hohen Windgeschwindigkeiten Schaufensterscheiben zu Bruch.
In Amsterdam musste der Hauptbahnhof wegen Schäden am Dach gesperrt werden.
Am Abend brach der Eisenbahnverkehr komplett zusammen.
Auch zahlreiche Autobahnen mussten wegen überschwemmter Fahrspuren und aufgrund umgestürzter LKW gesperrt werden. Der Fährverkehr zu den Inseln Terschelling und Vlieland wurde komplett eingestellt und konnte erst in der Nacht zu Freitag wieder aufgenommen werden.

### Österreich

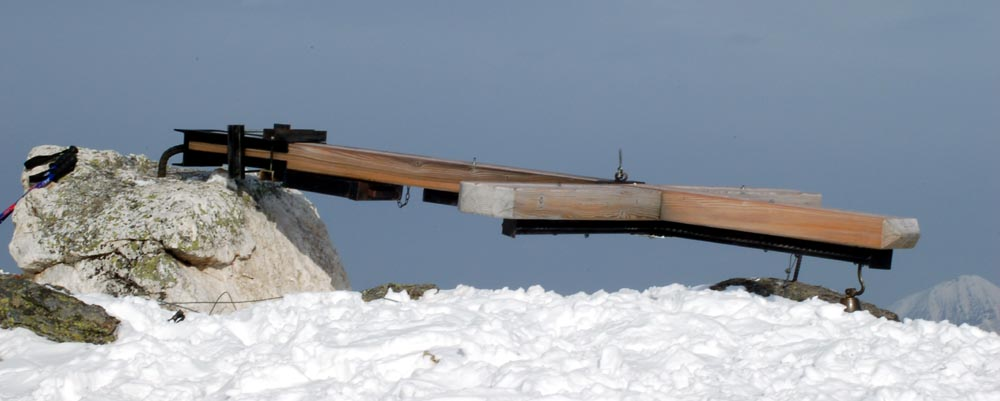
Umgewehtes Gipfelkreuz auf dem Hohen Zinken in der Steiermark (Detail: 3 Zentimeter Schmiedeeisen umgebogen)

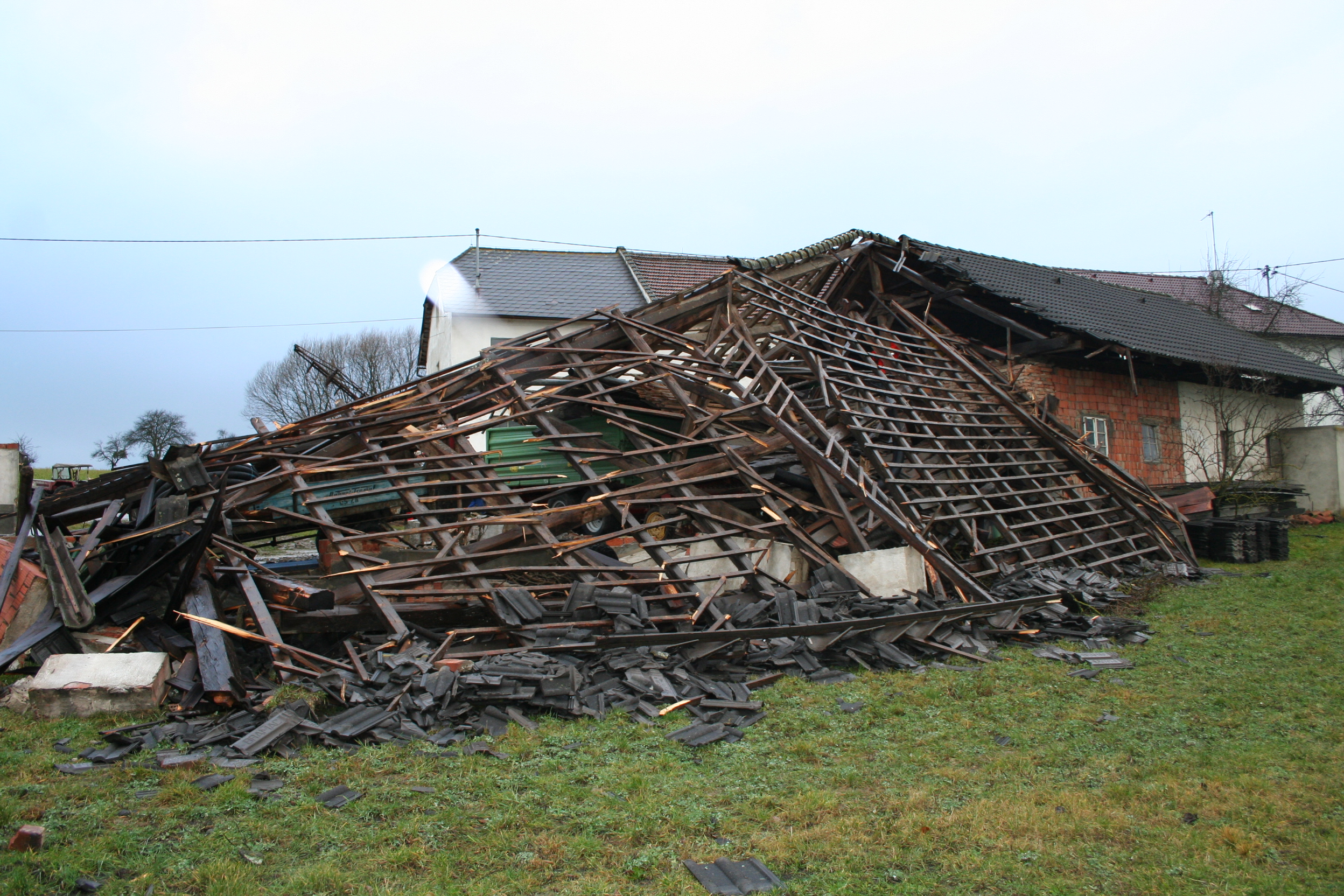
Zerstörte Maschinenhalle in Oberösterreich nach Kyrill.

In Österreich hat der Orkan keine direkten Todesopfer gefordert. Es gab lediglich ein Todesopfer, das bei Aufräumarbeiten nach dem Sturm umkam. In Braunau am Inn (Oberösterreich) gab es zwei Verletzte.
Für nahezu das gesamte Bundesgebiet wurde Unwetteralarm ausgegeben. Vorarlberg, Nordtirol, Salzburg sowie Oberösterreich, Niederösterreich und Wien wurden großteils mit der höchsten Warnstufe vorgewarnt. Von den Landeswarnzentralen wurde Katastrophenalarm ausgelöst. Gegen 22 Uhr erreichten die ersten Sturmböen die nördlichen Gebiete Österreichs, die vor allem im Mühl- und Waldviertel größere Schäden anrichteten. Seine größte Stärke erreichte der Orkan in der Folge zwischen 0 und 4 Uhr.
Immer wieder fiel in großen Teilen Ober- und Niederösterreichs sowie in Salzburg und der Steiermark der Strom aus. Vor allem in stärker bewaldeten Regionen gab es teilweise bis in die Vormittagsstunden des Freitags keine Stromversorgung. Nordtirol und Vorarlberg sind wie die Schweiz nur von einem Ausläufer von Kyrill getroffen worden.
In der Nacht zum 19. Jänner wurden im Flachland Windspitzen um die 140 km/h gemessen, in den Bergen sogar bis zu 216 km/h – gemessen am Salzburger Gaisberg. Auf dem Feuerkogel bei Ebensee am Traunsee wurden 207 km/h Windgeschwindigkeit gemessen, als die Messanlage durch den Sturm beschädigt wurde und ausfiel.

Die durch die Versicherungswirtschaft geschätzten Schäden dürften sich auf 100 Millionen Euro belaufen und etwa gleich hoch wie jener der Sturmschäden durch den Orkan Daria 1990.  Der Forstschaden betrug 3,4 Millionen Erntefestmeter und fiel damit geringer aus als durch Vivian/Wiebke 1990 mit ca. 7,5 Mio. Efm.
Am 18. Januar 2017 veröffentlichte die österreichische Zentralanstalt für Meteorologie und Geodynamik ZAMG einen zusammenfassenden Bericht zum Orkan Kyrill und zu dessen Auswirkungen („Heute vor zehn Jahren: Sturm ‚Kyrill‘“) auch einen ausführlichen Bericht.
Um langfristige Schäden am Wiener Wassereinzugsgebiet zu vermeiden, wurde das Bundesheer zum Assistenzeinsatz Wildalpen-Schreierquelle verpflichtet.

### Polen
Ein Kranarbeiter in Kattowitz starb, als ein 25 Meter hoher Kran zerbrach. Ein weiterer wurde schwer verletzt. Die Stromversorgung wurde in mehreren polnischen Städten unterbrochen. Betroffen waren unter anderem Breslau, Legnica und Wałbrzych in Niederschlesien. Insgesamt kamen in Polen infolge des Orkans sechs Menschen ums Leben.

### Schweiz
Der Höhepunkt von Kyrill war in der Schweiz vermutlich gegen Mitternacht.
Die Fluggesellschaft Swiss annullierte 105 Flüge. Etwa 6000 Fluggäste waren betroffen. Die Schweiz war den Medien zufolge nur am Rande durch Kyrills Ausläufer betroffen. Trotzdem wurde im Appenzellerland der 20 Tonnen schwere Steuerwagen eines Personenzugs von einer Bö erfasst und von den Schienen gehoben. Der Lokführer erlitt einen Schock und leichte Verletzungen, Passagiere befanden sich keine an Bord. Verschiedene Bahnstrecken waren unterbrochen, so dass Busse eingesetzt werden mussten.
Todesopfer gab es in der Schweiz keine; laut den Medien wurden lediglich in Zürich zwei Personen leicht verletzt. Bei der Stadtpolizei gingen rund drei Dutzend Schadensmeldungen ein. Es gab zudem etliche durch umgestürzte Bäume blockierte Straßen und beschädigte Autos. In der Stadt Luzern gab es einen Stromausfall.

### Tschechien

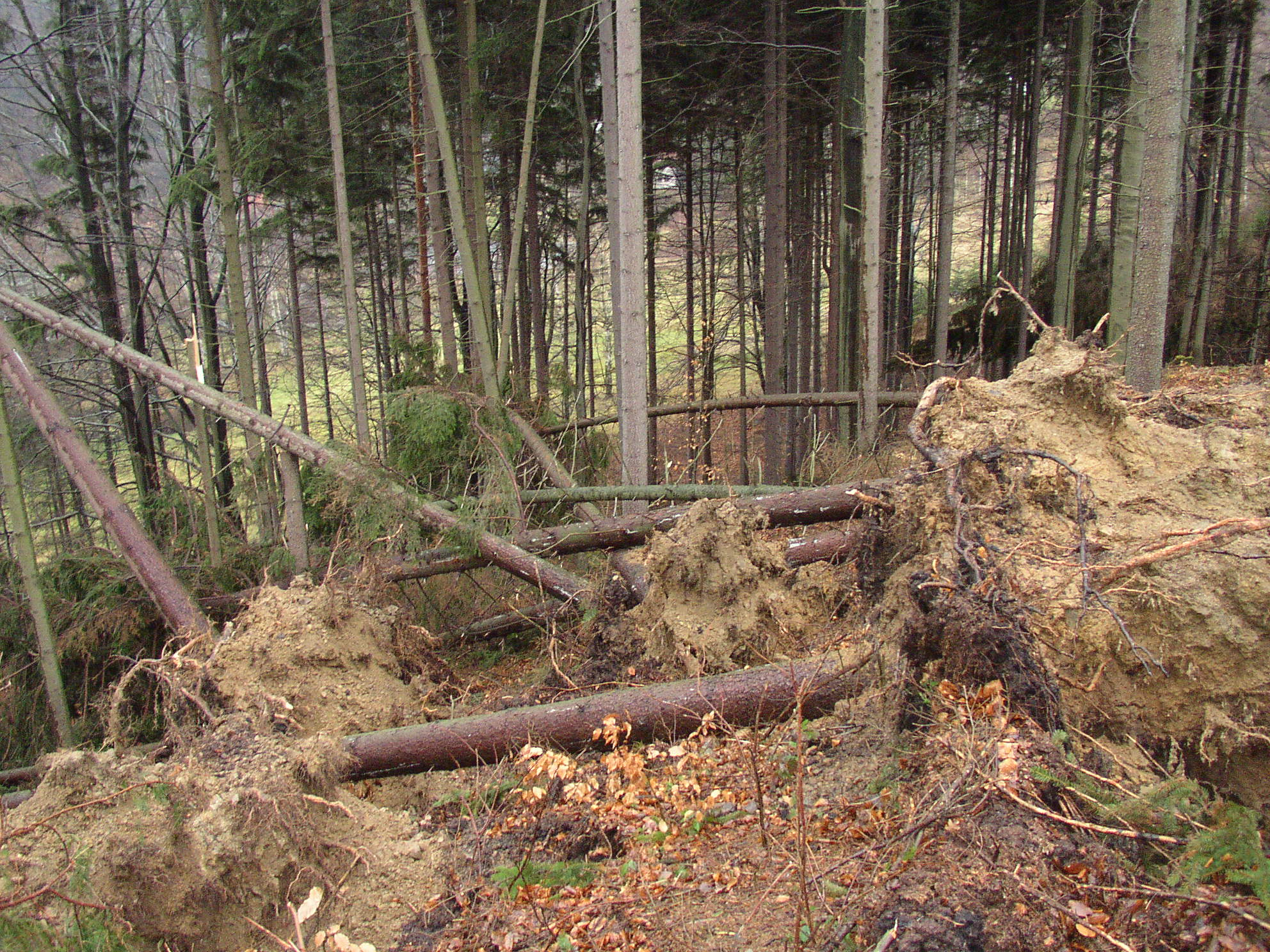
Wald in Tschechien nach Orkan Kyrill

In Tschechien starben drei Menschen durch umstürzende Bäume. Der starke Regen ließ die Pegel der Flüsse ansteigen. Auf der Schneekoppe (Snežka) wurde eine maximale Windgeschwindigkeit von 216 Kilometer pro Stunde gemessen. Auf mehreren Eisenbahnstrecken beschädigten umgestürzte Bäume Oberleitungen oder blockierten die Schienen, unter anderem auf den Strecken Pilsen–Cheb, Tábor–Benešov und zwischen České Budějovice und Pilsen bei Nepomuk. In der Forstwirtschaft verursachte Kyrill etwa 5 Millionen Festmeter Sturmholz, das sind etwa 70 Prozent der jährlich geschlagenen Holzmenge.
Nach dem milden Winter wurde ohnehin mit einer Borkenkäferplage gerechnet; der Landwirtschaftsminister ordnete eine beschleunigte Beseitigung des Sturmholzes an. Etwa eine Million Menschen waren zeitweise ohne Strom.

### Ukraine
In der Ukraine behinderte der Orkan die Öl-Pipeline Druschba, die Erdöl nach Westeuropa transportiert.

## Tornados
Entlang der Kaltfront von Orkan Kyrill kam es neben Orkanböen auch zu einem für Mitteleuropa ungewöhnlich starken Tornadoausbruch. Insgesamt traten in Deutschland, Schweden, Tschechien und Polen 11 bestätigte Tornados auf. Allein in Deutschland liegen jedoch noch 34 unbestätigte Verdachtsfälle von Tornados vor. Zu dieser Zeit befanden sich für die genaue Erfassung nötige Meldesysteme in Deutschland noch im Aufbau, weswegen über diese Fälle nicht viel bekannt ist. Aufgrund dessen und der anscheinend niedrigen Zahl von schwachen Tornados ist davon auszugehen, dass die tatsächliche Gesamtzahl höher ist.
Auslöser des Tornadoausbruchs waren eine extreme Instabilität der Atmosphäre sowie sehr starke Windscherung. Entlang der Kaltfront von Orkan Kyrill bildeten sich vor allem in Ostdeutschland Gewitter. Die Aufwinde dieser Gewitter wurden durch die eben genannten Gegebenheiten signifikant verstärkt und in Rotation versetzt, was die Bildung von z. T. starken und langlebigen Tornados ermöglichte.
| Bestätigt Total | Bestätigt F0 | Bestätigt F1 | Bestätigt F2 | Bestätigt F3 | Bestätigt F4 | Bestätigt F5 |
| 11              | 0            | 1            | 5            | 3            | 0            | 0            |

### Schweden
Der erste bestätigte Tornado traf gegen 6 Uhr morgens Unnaryd in Südschweden. Die Stärke des Tornados ist nicht bekannt.

### Deutschland
Der zweite Tornado des Tages entstand in der Nähe von Steinhude. Auch von diesem Ereignis ist die Stärke unbekannt.
Darauffolgend traten in der Nähe von Mittagsberg auf einer 1,8 Kilometer langen Schneise Sach- und Vegetationsschäden bis in den F2-Bereich auf.
Gegen 17 Uhr wurde der Ort Brachwitz in Brandenburg von einem Tornado der Stärke F3 auf der Fujita-Skala getroffen. Zwei Häuser wurden vollständig zerstört und eine Person schwer verletzt. Augenzeugen berichteten später von einem Druck auf den Ohren und Augen, ähnlich wie beim Steig/Sinkflug in einem Flugzeug, was auf einen starken Tornado hindeutet. Des Weiteren schlug der Tornado eine Schneise durch Wälder in der Nähe von Kemnitz und verfrachtete Trümmerteile über eine Strecke von bis zu 1300 m. Insgesamt belief sich die zurückgelegte Strecke auf etwa 11 Kilometer. Am Anfang und Ende der Tornadospur fanden sich weitere Mündungsspuren, welche mit der Hauptspur zusammenliefen, woraus sich schließen lässt, dass der Hauptwirbel zumindest zeitweise von weiteren Nebenwirbeln umkreist wurde. Demnach war der Tornado von Brachwitz ein Multivortextornado.
Um 17:30 verursachte ein starker F2-Tornado Vegetationsschäden auf einer 12 km langen Bahn bei Meseberg nördlich von Berlin. Fast zeitgleich zog ein weiterer F3-Tornado durch Lutherstadt Wittenberg. Erneut wurden Häuser schwer beschädigt, auch wurden Autos innerhalb der Stadt verfrachtet und drei Personen verletzt. Die Schäden beliefen sich auf etwa 10 Millionen Euro. Zum Zeitpunkt des Ereignisses war auf dem Radarbild eine Ausbuchtung in der Gewitterlinie zu sehen. In der englischen Fachsprache wird dies auch als Inflow Notch bezeichnet und deutet auf Rotation innerhalb des Gewitters hin.
Gegen 18:30 Uhr entstand ein weiterer Tornado im südlichen Brandenburg. Auf einer 34 km langen und bis zu 500 m breiten Bahn zog er durch die Orte Elsterwerda, Plessa, Lauchhammer und Schwarzheide. Im Zuge dessen traten Schäden bis in den oberen F3 oder sogar unteren F4 Bereich auf. Damit stellt er das signifikanteste Tornadoereignis durch Kyrill dar sowie zusammen mit dem Bonndorf-Tornado von 2015 den stärksten Tornado in Deutschland seit 1979. Vier Häuser stürzten vollständig ein und 20 weitere wurden schwer beschädigt. Wo der Wirbelsturm auf Wald traf, mähte er ihn großflächig nieder. Bäume wurden teilweise entastet und Trümmerteile über größere Strecken verfrachtet. Ähnlich wie im Fall Wittenberg ließ sich auf dem Radarbild eine deutliche Ausbuchtung in der Gewitterline erkennen.

### Polen
Der erste Tornado in Polen trat etwa um 18 Uhr in der Nähe von Silna auf und hinterließ eine mehrere Kilometer lange Schadensschneise in einem Waldgebiet. Die Schäden reichten bis in den F1-Bereich.
Ein weiterer Tornado verursachte schwere Schäden in den Ortschaften Gay Olawski, Osiek und Chwalibozyce. Einige Scheunen leichterer Bauweise wurden komplett zerstört, was auf einen Tornado der Stärke F2 schließen lässt. Insgesamt erstreckte sich die Schneise über 9 km und entstand gegen 20 Uhr. Ein weiterer F2-Tornado deckte in Andrespol Dächer vollständig ab und beschädigte ein Waldstück.

### Tschechien
Etwa um 22:20 Uhr kam es in der Nähe von Treben zu Tornadoschäden der Stärke F2.

## Kyrillpfade

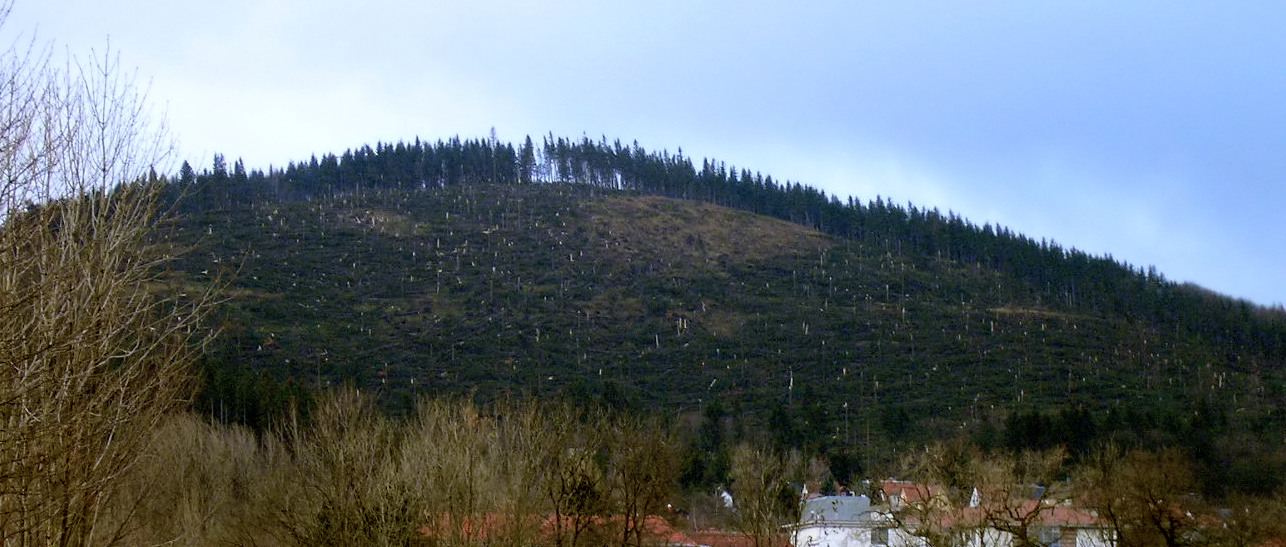
Typisches Bild von Windbruch durch Kyrill: Der Wald auf dem 749 Meter hohen Lindenberg im Thüringer Wald bei Ilmenau

In einigen Waldgebieten, die besonders stark von dem Sturm verwüstet sind, wurden Teilbereiche des Windbruchs nicht aufgeräumt, sondern für den Tourismus erschlossen. Dort lässt sich das jeweilige Areal auf einem Lehrpfad, der zu einem erheblichen Teil über Stufen, Leitern und Stege verläuft, begehen, sodass sich der Besucher einen Eindruck von der Gewalt des Sturmes verschaffen kann.
Beispiele für Kyrillpfade (auch Kyrill-Pfade genannt) in Deutschland:
- Hessen: Pfad auf dem Ettelsberg bei Willingen im Upland,
- Nordrhein-Westfalen:
  - Kyrillpfad Schanze mit einem 250 m langen barrierearmen Abschnitt,
  - Pfad zwischen Netphen und Erndtebrück, Siegerland/Wittgensteiner Land, nahe dem Ederkopf, Eisenstraße und Forsthaus Hohenroth,
- Rheinland-Pfalz: Kyrillpfad Kastellaun bei Kastellaun im Hunsrück.

## Sonstiges

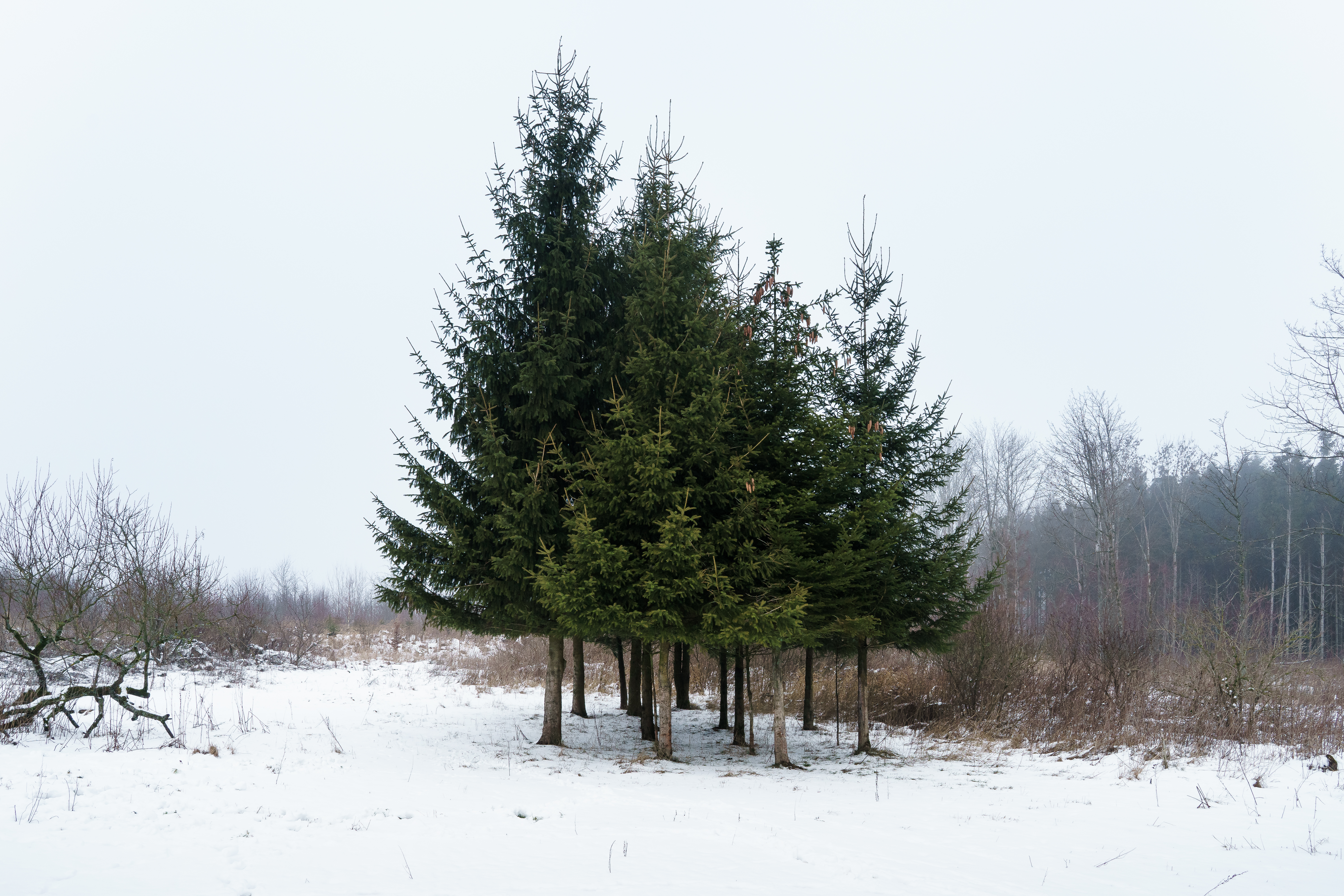
Junge Fichtenkultur („Picea abies“) am Rand eines Windbruchgebiets zwölf Jahre nach Kyrill

Die Wintersaison 2006/07 brachte insgesamt zahlreiche intensive schnellziehende Tiefs, so die Orkane Yanqiu (26./27. Oktober), Britta (30. Oktober/1. November), Sturm Vera (8. Dezember), die Sturm/Orkan-Serie Jessica – Karla – Lotte (29. Dezember – 1. Januar) und die Orkane Franz (11. Januar) und Per (14. Januar). Kyrill war der stärkste von ihnen.
Im Herbst und Winter 2006/2007 wurden überdurchschnittlich oft Westwetterlagen über Europa verzeichnet. Die heftige Entwicklung einiger dieser Tiefdruckgebiete wurde u. a. begünstigt durch das relativ warme Wasser des Nordatlantiks.
Letzteres wird der Globalen Erwärmung zugeschrieben.